# Alois Fulneczek

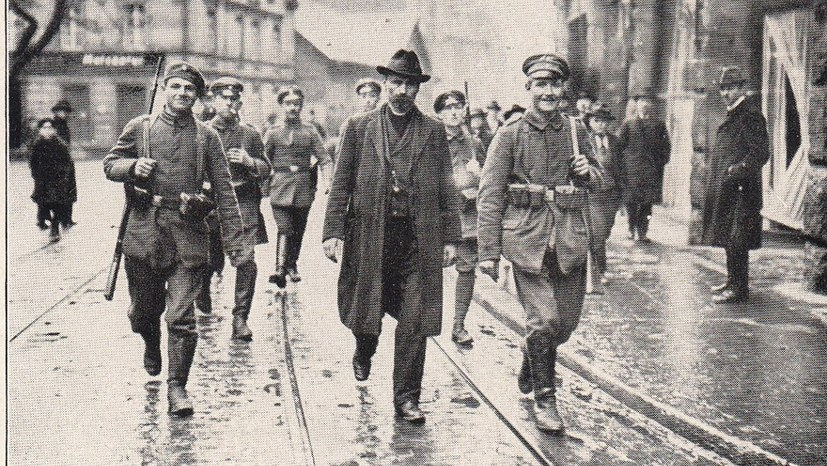
Abführung Alois Fulneczek durch Freikorpsmitglieder wenige Stunden vor seinem Tod

Alois Fulneczek (* 29. Dezember 1882 in Pyschcz, Kreis Ratibor; † 23. Februar 1919 in Bottrop) war ein deutsch-polnischer KAPD-Funktionär und Arbeiterführer, welcher während der Weimarer Republik durch Mitglieder des Freikorps Lichtschlag erschossen wurde.

## Leben
Alois entstammte einer polnischen Familie aus Oberschlesien. Es zog ihn früh ins Ruhrgebiet wegen des dortigen wirtschaftlichen Aufschwungs. In Bottrop arbeitete er ab 1907 als gelernter Maurer auf der Zeche Prosper und gründete eine Familie.
Im Februar 1919 beteiligte er sich als Verhandlungsführer an der Sozialisierungsbewegung im Ruhrgebiet, die das Ziel hatte, die Montanindustrie zu verstaatlichen. Der Streik eskalierte schließlich zwischen den Arbeitern und der lokalen Volkswehr und endete nach über drei Tagen Unruhen mit einer Niederlage der Volkswehr. Im Zuge übernahmen Alois und zahlreiche andere Bergarbeiter das Bottroper Rathaus und hissten die Rote Fahne, woraufhin Alois auch vor unzähligen Arbeitern eine Rede am Rathausbalkon hielt.
Wenige Tage später, am 23. Februar, stürmten Reichswehrtruppen und Freikorpsmitglieder die Stadt, um den Streik niederzuschlagen. Alois versuchte, zwischen Kommunisten und Freikorpsmitgliedern zu schlichten, wurde aber auf dem Rückweg verhaftet, misshandelt und abgeführt. Im Gerichtsgefängnis wurde er in einer Zelle inhaftiert und hinterrücks von einem Mitglied des Freikorps Lichtschlag erschossen.
Anlässlich des 100. Todestags 2019 gab es Forderungen, die Loewenfeld-Straße in Bottrop-Kirchhellen in Alois-Fulneczek-Straße umzubenennen.